# 李永炤
李永炤（1915年2月26日－2010年8月27日），中華民國空軍中將，生於江蘇省無錫市，畢業於浙江大學機械工程系、空軍機械學校高級班第二期。曾任空軍總司令部副參謀長、空軍航空工業發展中心首任主任（現為漢翔航空工業）、中華航空太空學會理事長等職。於航發中心任內協助政府遷台後航空工業的復興，研發PL-1介壽號初教機、T-CH-1中興號中教機、AT-3自強號高教機、XA-3雷鳴號攻擊機、XC-2運輸機、與美國合作研發UH-1H直升機與F-5E/F戰鬥機等。

## 生平
機校高級班第二期27年班、美國密西根大學機械工程研究所碩士班肄業、中華航空太空學會理事長、中華民國航空工業的先驅、空軍航空工業發展中心首任中將主任、領導航空工業研發十三年半之卓越成就、任內完成了介壽號、中興號教練機、AT-3自強號高級教練機、UH-1H直昇機、中運機、F-5E戰鬥機等飛機的製造生產、也奠定了中華民國空軍戰機自製的基礎。
1937年（民國26年）6月畢業於浙江大學機械工程系，同年10月畢業於空軍機械學校第二期高級班(27年班)。1943年（民國32年）5月赴美飛機製造工廠實習，後分發至美國城市San Diego聖地牙哥_(加利福尼亞州)的Convair|Convair公司實習 。1946年（民國35年）1月赴美國密西根大學機械工程研究所碩士班肄業（讀完春夏兩季），同年10月獲空軍人事令向南京空軍航空工業局報到，後派至台灣台中第三飛機製造廠。1948年（民國37年）9月擔任南京空軍配件製造廠製造處處長，同年11月配件廠遷移台中。1953年（民國42年）赴日本接收美軍F-84G雷霆機，返國調任第一聯隊修補大隊長。1954年（民國43年）派任台南供應司令部修護處上校處長。1958年（民國47年）赴空軍指揮參謀大學深造，畢業後奉派第二供應區部任指揮官；後由於金門823砲戰，改派第一供應區部指揮官。1962年（民國51年）派任空軍總部後勤署署長、1966年（民國55年）派任空軍總部副參謀長。
1967年（民國56年）由空軍總司令賴名湯指派擔任航空工業發展計畫官，計畫後經由空軍總部同意，向時任國防部長蔣經國提報，獲採納實施。1968年（民國57年）空軍技術局及所屬航空研究院試製PL-1介壽號全金屬初級教練機成功。1969年（民國58年）3月1日成立「空軍航空工業發展中心」（現漢翔航空工業），同年6月21日派任空軍航空工業發展中心主任。1970年（民國59年）12月晉昇空軍中將、1981年（民國70年）9月1日空軍中將退役，以文職聘任九等繼任航發中心主任。1982年（民國71年）11月6日航發中心主任退休，同年11月聘任國防部科技顧問，聘任至1986年（民國75年）11月。

## 荣誉

### 中华民国勋章奖章
- 抗戰勝利勳章

- 四等雲麾勳章

- 三等宝鼎勋章

## 著作
- 《航空，航空五十年：七十二憶往》，道聲出版社，民國76年（1987年）。[6]
- 《詩韻新編》，文津出版社，民國80年（1991年）。[7]